# Acholla
Acholla – starożytne miasto portowe na terytorium dzisiejszej Tunezji, jedna z młodszych kolonii fenickich w basenie śródziemnomorskim. 
Położone nad zatoką Małej Syrty (Kabis). Według legendy zostało założone przez kolonistów z Malty. Wykopaliska na terenie miasta ujawniły m.in. tofet – święty krąg ofiarny.